# Маямі-Гарденс
Маямі-Ґарденс (англ. Miami Gardens) — місто (англ. city) в США, в окрузі Маямі-Дейд на південному сході штату Флорида, північно-західне передмістя Маямі (за 23 км). Населення — 111 640 осіб (2020). Расовий склад: 76% чорних, 22% латинів, 3% білих.
У місті розташований Сан Лайф стадіон, що є домашнім для Маямі Дольфінс й Маямі Марлинс.
Місто засноване 2003 року зі забудованих районів, що не належали жодному місту, для впровадження урядування міста. Тут мешкає найбільша на Флориді чорношкіра громада серед чорношкірих міст. Саме у 1970-х роках сюди перебралися чорні резиденти Маямі за причиною будівництва дешевих помешкань.
У місті мегацерква з 7,5 тисячами членів Антіохської місії баптистська церква Керол-Сіті.

## Географія
Маямі-Ґарденс розташоване за координатами 25°56′56″ пн. ш. 80°14′37″ зх. д. / 25.94889° пн. ш. 80.24361° зх. д. (25.948877, -80.243582).  За даними Бюро перепису населення США в 2010 році місто мало площу 49,26 км², з яких 47,22 км² — суходіл та 2,04 км² — водойми.

## Демографія

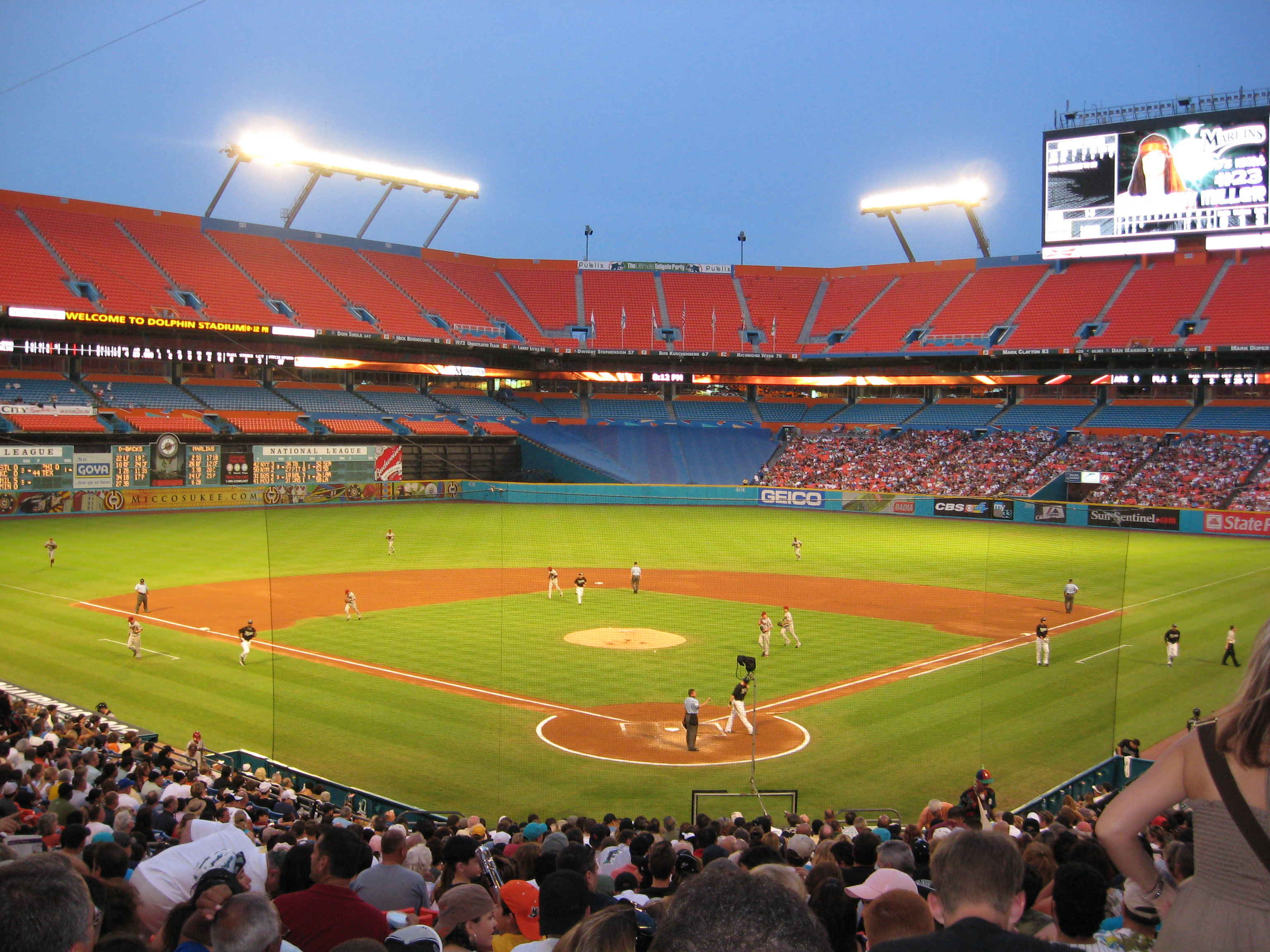
Сан-Лайф стадіон, грають Маямі Марлинс

Згідно з переписом 2010 року, у місті мешкало 107 167 осіб у 32 219 домогосподарствах у складі 25 273 родин. Густота населення становила 2176 осіб/км².  Було 34284 помешкання (696/км²).
Расовий склад населення:
| - 76,3 % — чорних або афроамериканців - 18,3 % — білих - 0,6 % — азіатів - 0,2 % — корінних американців - 2,3 % — осіб інших рас |

До двох чи більше рас належало 2,2 %. Частка іспаномовних становила 22,0 % від усіх жителів.
За віковим діапазоном населення розподілялося таким чином: 26,9 % — особи молодші 18 років, 61,9 % — особи у віці 18—64 років, 11,2 % — особи у віці 65 років та старші. Медіана віку мешканця становила 33,5 року. На 100 осіб жіночої статі у місті припадало 87,9 чоловіків;  на 100 жінок у віці від 18 років та старших — 82,6 чоловіків також старших 18 років.
Середній дохід на одне домашнє господарство  становив 50 035 доларів США (медіана — 38 253), а середній дохід на одну сім'ю — 55 029 доларів (медіана — 44 069). Медіана доходів становила 31 635 доларів для чоловіків та 30 719 доларів для жінок. За межею бідності перебувало 23,1 % осіб, у тому числі 34,1 % дітей у віці до 18 років та 21,5 % осіб у віці 65 років та старших.
Цивільне працевлаштоване населення становило 46 275 осіб. Основні галузі зайнятості: освіта, охорона здоров'я та соціальна допомога — 23,5 %, роздрібна торгівля — 14,8 %, науковці, спеціалісти, менеджери — 10,2 %, мистецтво, розваги та відпочинок — 8,9 %.